# Upload (film 2007)
Upload è un film pornografico americano del 2007 prodotto da Sex Z Pictures e diretto da Eli Cross. Ha ricevuto un totale di 8 AVN Awards (incluso il Miglior Video Feature) ed è quindi uno dei film porno di maggior successo.

## Trama
Ambientato nel futuro, l'azione racconta la storia di due agenti federali i quali inseguono un hacker credendo che possegga un virus informatico il quale potrebbe distruggere il mondo.

## Riconoscimenti
AVN Awards
- 2008 - Best Actress - Video a Eva Angelina
- 2008 - Best DVD Extras
- 2008 - Best Solo Sex Scene a Eva Angelina
- 2008 - Best Non-Sex Performance a Eli Cross
- 2008 - Best Screenplay - Video
- 2008 - Best Special Effects
- 2008 - Best Supporting Actress - Video a Hilary Scott
- 2008 - Best Video Feature

XBIZ Awards
- 2008 - Feature Movie

XRCO Award
- 2008 - Best Epic
- 2008 - Actress - Single Performance a Eva Angelina
- 2008 - Most Outrageous Dvd Xtras